# Bernard Edwards
Bernard Edwards (Greenville, North Carolina, 31 oktober 1952 – Tokio, 18 april 1996) was een Amerikaanse bassist, zanger, songwriter en producer, vooral bekend van zijn werk met gitarist Nile Rodgers in de discomuziek, met wie hij mede-oprichter van de band Chic was. Ook schreef en produceerde hij muziek voor vele andere muzikanten. In 2017 werd Edwards door het tijdschrift Bass Player geselecteerd als de 53ste grootste bassist aller tijden.

## Biografie
Edwards, is geboren in Greenville, North Carolina, en hij groeide op in Brooklyn en New York, waar hij begin jaren zeventig Nile Rodgers ontmoette. Edwards werkte op dat moment op een postkantoor met de moeder van de vriendin van Rodgers. De twee vormden de muziekgroep de Big Apple Band (actief 1972-1976) en gingen daarna met drummer Tony Thompson samen om uiteindelijk met zangeres Norma Jean Wright Chic te vormen.
Met de band Chic (actief 1976-1983) maakte Edwards en Rodgers als schrijversduo tijdbepalende hits zoals Dance, Dance, Dance, Everybody Dance, Le Freak, I Want Your Love en Good Times. Edwards werkte ook met Rodgers samen om te produceren en te schrijven voor andere artiesten, waarbij hij Chic gebruikte om alles muzikaal en vocaal uit te voeren, behalve de leadzang. Die producties met Norma Jean Wright, Sister Sledge, Sheila en B. Devotion, Diana Ross, Johnny Mathis, Debbie Harry en Fonzi Thornton leidden tot hits zoals Saturday, He's The Greatest Dancer, We Are Family, Spacer, Upside Down, I'm Coming Out en Backfired. In het nummer We Are Family besteed Kathy Sledge aandacht aan Edwards in een korte shout-out, zingend "Yeah, come on Bernard, play...play your funky bass, boy!". Als solo songwriter/producer schreef hij voor Diana Ross haar Top 15-hit Telephone van haar platina album Swept Away uit 1985, uitgebracht op RCA en Ross' internationale label Capitol-EMI.
Edwards bracht in 1983 een soloalbum uit, Glad To Be Here, en in 1985 speelde hij een belangrijke rol bij de vorming van de supergroep The Power Station. Het eerste album van de band werd geproduceerd door Edwards en werd gevormd door Chic-drummer Tony Thompson, en Duran Duran-leden John en Andy Taylor, evenals zanger Robert Palmer. Edwards droeg hieraan bij door Robert Palmers hitalbum Riptide te produceren. Hij bleef als producer actief in de jaren tachtig en negentig. Hij produceerde voor bekende artiesten waaronder Diana Ross, Adam Ant, Rod Stewart, Jody Watley, Grayson Hugh, Air Supply, ABC en Duran Duran.
Edwards is de vader van multi-platina producer Bernard "Focus. . ." Edwards, Jr. die, in de voetsporen van zijn vader, liedjes heeft geproduceerd voor Jennifer Lopez, Beyoncé, Busta Rhymes, Bishop Lamont, Tony Yayo en meer.
Edwards werkte begin jaren negentig opnieuw samen met Nile Rodgers voor de Chic-reünie. De twee brachten in 1992 het album Chic-Ism uit.

## Overlijden
In 1996 werd Nile Rodgers uitgeroepen tot Japan Tobacco Superproducer of the Year in Japan en werd hij uitgenodigd om daar in april van dat jaar op te treden met Chic. Vlak voor het concert in de Budokan Arena in Tokio werd Edwards niet lekker, maar ondanks aandringen van Rodgers weigerde Edwards het optreden te annuleren. Hij slaagde erin om redelijk te spelen, maar moest soms worden geholpen. Op een gegeven moment kreeg Edwards een black-out van een paar seconden voordat hij zijn spel hervatte. Rodgers ging ervan uit dat de afwezigheid van bas een opzettelijke improvisatie was en kwam er pas na de show achter dat dit niet het geval was. Na het concert ging Nile naar Bernard en vroeg hoe het met hem ging, waarop hij antwoordde: "Het gaat goed, ik moet gewoon rusten." Dit was de laatste keer dat Nile met Bernard sprak. Edwards trok zich terug in zijn hotelkamer, waar hij later door Rodgers dood werd gevonden. De lijkschouwer stelde vast dat de doodsoorzaak longontsteking was. Edwards' laatste optreden werd in 1996 uitgegeven als het album Live at the Budokan.

## Beïnvloeding
Zijn baslijn van Chic-hit Good Times is een van de meest gekopieerde muziekstukken in de geschiedenis geworden en had een enorme invloed op muzikanten van vele genres. Het is onder andere de inspiratie geweest voor het nummer Another One Bites the Dust van Queen.
Good Times werd in 1979 opgenomen op Sugarhill Gang 's "Rappers Delight" ("gebaseerd op de muziek van het nummer 'Good Times' N. Rogers / B. Edwards", staat op het vinyllabel) – de eerste rapnummer een mainstreamhit te worden. In de daaropvolgende decennia werd het gesampled door artiesten van verschillende genres, van rap tot punk en techno tot pop. Duran Duran-bassist John Taylor speelde het nummer vaak als eerbetoon tijdens zijn solo-optredens en noemde Edwards als zijn belangrijkste voorbeeld.
Edwards speelde als bassist bij voorkeur niet met nieuwe snaren. Hij gebruikte in zijn opnames oude snaren waarmee hij zijn kenmerkende sound wist te produceren.
Edwards werd in 1978, 1979, 1980 en 1986 genomineerd voor vier Grammy Awards voor zijn werk met Chic, Sister Sledge, Diana Ross en Robert Palmer.
Op 19 september 2005 werd Edwards postuum geëerd voor zijn prestaties als producer. Hij werd toegevoegd aan de Dance Music Hall of Fame tijdens een ceremonie in New York.

## Geselecteerde discografie

### Met Chic
- Chic (1977)
- C'est Chic (1978)
- Risqué (1979)
- Real People (1980)
- Take It Off (1981)
- Tongue in Chic (1982)
- Believer (1983)
- Dance, Dance, Dance: The Best of Chic (1991)
- Chic-Ism (1992)
- The Best of Chic, Volume 2 (1992)
- Live at the Budokan (1999)

### Solo
- Glad to Be Here (1983)

### Producer
- Norma Jean, Norma Jean Wright (1978)
- We Are Family, Sister Sledge (1979)
- King of the World, Sheila and B. Devotion (1980)
- Love Somebody Today, Sister Sledge (1980)
- Diana, Diana Ross (1980)
- I Love my Lady, Johnny Mathis (1981, uitgebracht in 2017)
- KooKoo, Debbie Harry (1981)
- Onbekende titel, Fonzi Thornton (1982, niet uitgebracht)
- Swept Away, Diana Ross (1984)
- Like a Virgin, Madonna (1984)
- The Power Station, The Power Station (1985)
- A View to a Kill (single), Duran Duran (1985)
- The Heat, Nona Hendryx (1985)
- Riptide, Robert Palmer (1985)
- Round, Round, Belouis Some (1985)
- Cocker, Joe Cocker (1986)
- Color in Your Life, Missing Persons (1986)
- Hearts in Motion, Air Supply (1986)
- Alphabet City, ABC (1987)
- If, Hollywood Beyond (1987)
- Contact, Platinum Blonde (1987)
- Jody Watley, Jody Watley (1987)
- Out of Order, Rod Stewart (1988)
- Under the One Sky, Distance (1989)
- Step into the Heat, James Freud (1989)
- YUI Orta, Ian Hunter/The Hunter Ronson Band (1990)
- Break the Silence, The Triplets (1990)
- Vagabond Heart, Rod Stewart (1991)
- Persuasion, Adam Ant (1991) (niet uitgebracht)
- Road to Freedom, Grayson Hugh (1992)
- Living in Fear, The Power Station (1996)

### Samenwerkingen
- KooKoo – Debbie Harry (1981)
- Let's Dance – David Bowie (1983)
- Hearts and Bones – Paul Simon (1983)
- Like a Virgin – Madonna (1984)
- Riptide – Robert Palmer (1985)
- She's the Boss – Mick Jagger (1985)
- Cocker – Joe Cocker (1986)
- She – Dalbello (1987)
- Out of Order – Rod Stewart (1988)
- Move to This – Cathy Dennis (1990)
- Vagabond Heart – Rod Stewart (1991)
- A Spanner in the Works – Rod Stewart (1995)

## Bron
- Dit artikel of een eerdere versie ervan is een (gedeeltelijke) vertaling van het artikel Bernard Edwards op de Engelstalige Wikipedia, dat onder de licentie Creative Commons Naamsvermelding/Gelijk delen valt. Zie de bewerkingsgeschiedenis aldaar.